# Peter Doig

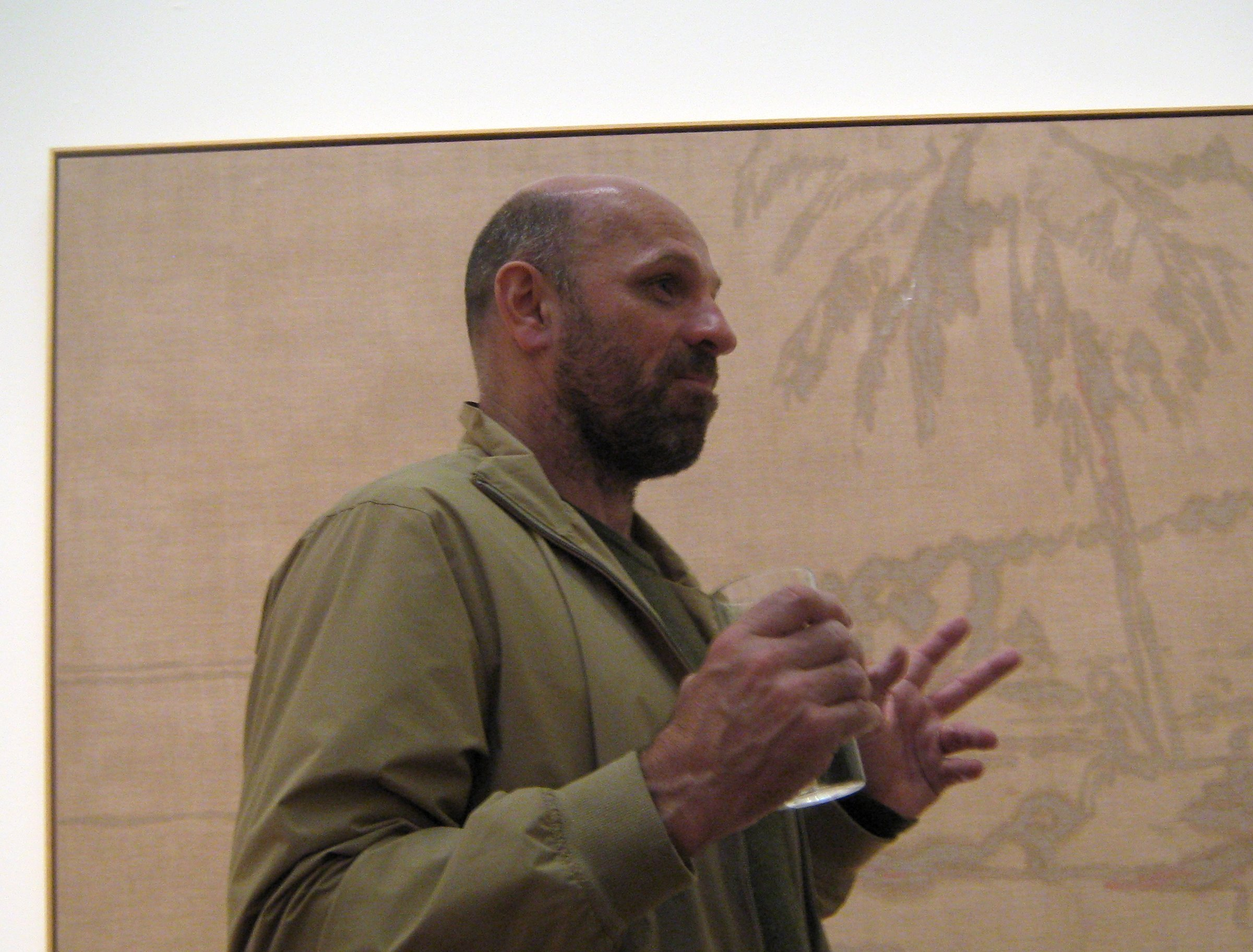
Peter Doig

Peter Doig (Edimburgo, 17 de Abril de 1959) é um pintor escocês. É considerado um dos mais significativos pintores da sua geração e da actualidade, e é um dos que alcançam preços mais altos no mercado de arte.

## Vida e carreira
Em 1962 foi, com a sua família, viver para Trindade e Tobago e, em 1966, para o Canadá. Regressou ao Reino Unido em 1979, indo estudar na  Wimbledon School of Art, na St Martin's School of Art e, mais tarde, na Chelsea School of Art, onde recebeu um MA. Em 2002 voltou a Trindade, onde abriu um estúdio perto de Port of Spain, e passou a ser professor na Academia de Belas-Artes de Düsseldorf, na Alemanha.
A sua obra consiste, muitas vezes, em paisagens, por vezes reminiscentes da sua infância e juventude passada no Canadá e inspiradas por fotografias, embora sem ser no estilo foto-realista.
A sua pintura revela influências de pintores paisagistas românticos, impressionistas, pós-impressionistas e expressionistas, como Caspar David Friedrich, Claude Monet e Edvard Munch.
O trabalho de Doig captura momentos de tranquilidade, que contrastam com os elementos oníricos. O pintor usa invulgares combinações de cores e apresenta cenas de ângulos inesperados, contribuindo para dar à sua obra um sentimento de realismo mágico. As suas pinturas representam, muitas vezes, lagos com canoas, cabanas perdidas nos bosques, e esquiadores em cenários montanhosos.
A sua pintura Canoa Branca foi vendida na Sotheby's em 2007 por 11,3 milhões de dólares, então um recorde de vendas para um artista europeu vivo. Uma outra pintura, A Casa do Arquitecto na Ravina, foi vendida na Christie's por 12 milhões de dólares em 2013.

## Colecções públicas
Doig está representado em alguns dos principais museus do mundo, incluindo a Tate Modern, em Londres, o Museu Britânico, em Londres, o Museu Nacional de Arte Moderna, em Paris, a Galeria Nacional do Canadá, em Otava, o Museu de Arte Moderna, em Nova Iorque, o Metropolitan Museum of Art, em Nova Iorque, e o Museu de Arte de Filadélfia. Em Portugal, está representado no Museu de Arte Moderna - Colecção Berardo, em Sintra.